# Transistor d'unió d'aliatge

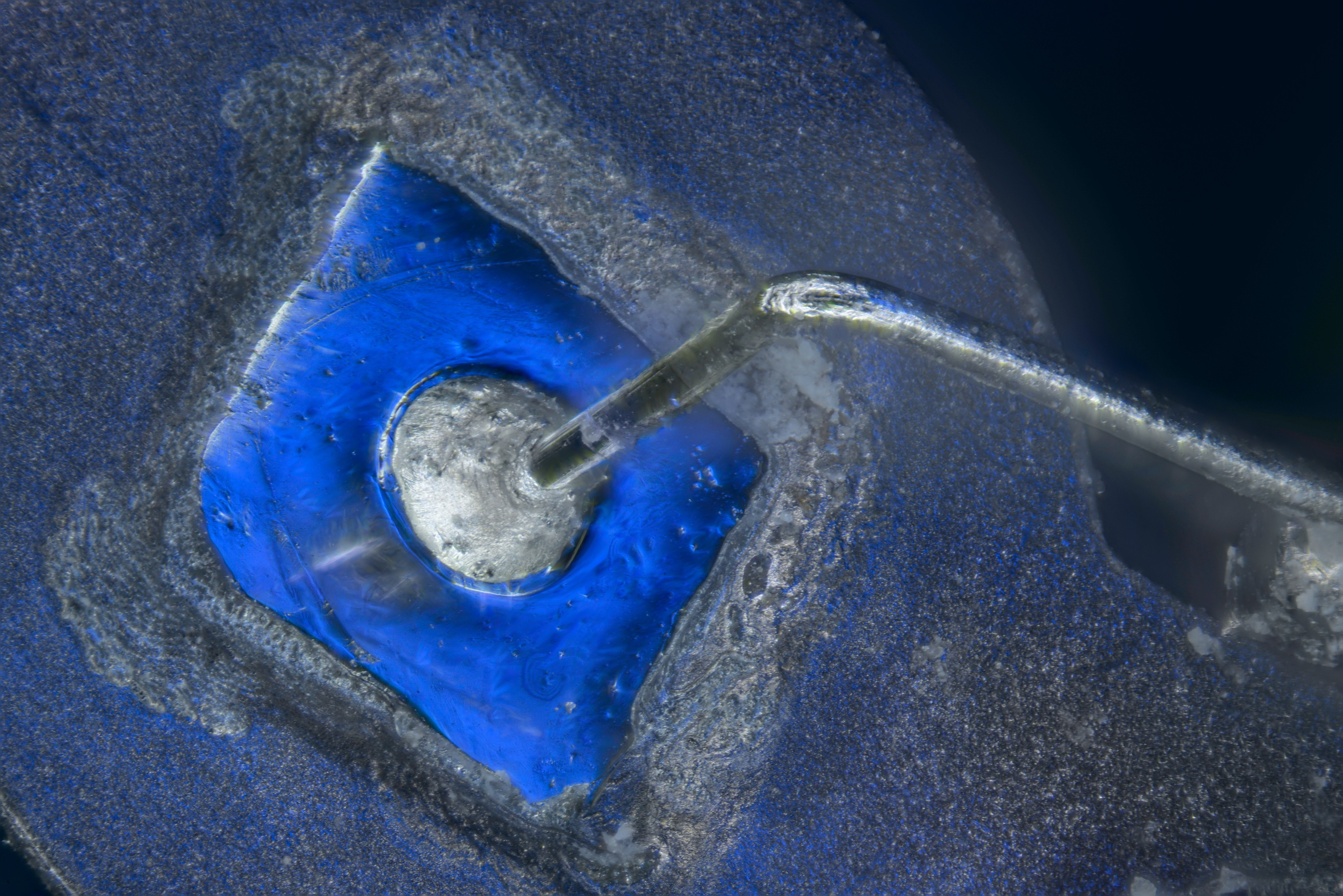
Vista de prop de l'interior d'un transistor d'unió d'aliatge de germani RCA 2N140 PNP, cap al 1953

El transistor d'unió d'aliatge de germani, o transistor d'aliatge, va ser un tipus primerenc de transistor d'unió bipolar, desenvolupat a General Electric i RCA el 1951 com a millora respecte al transistor d'unió creixent anterior.

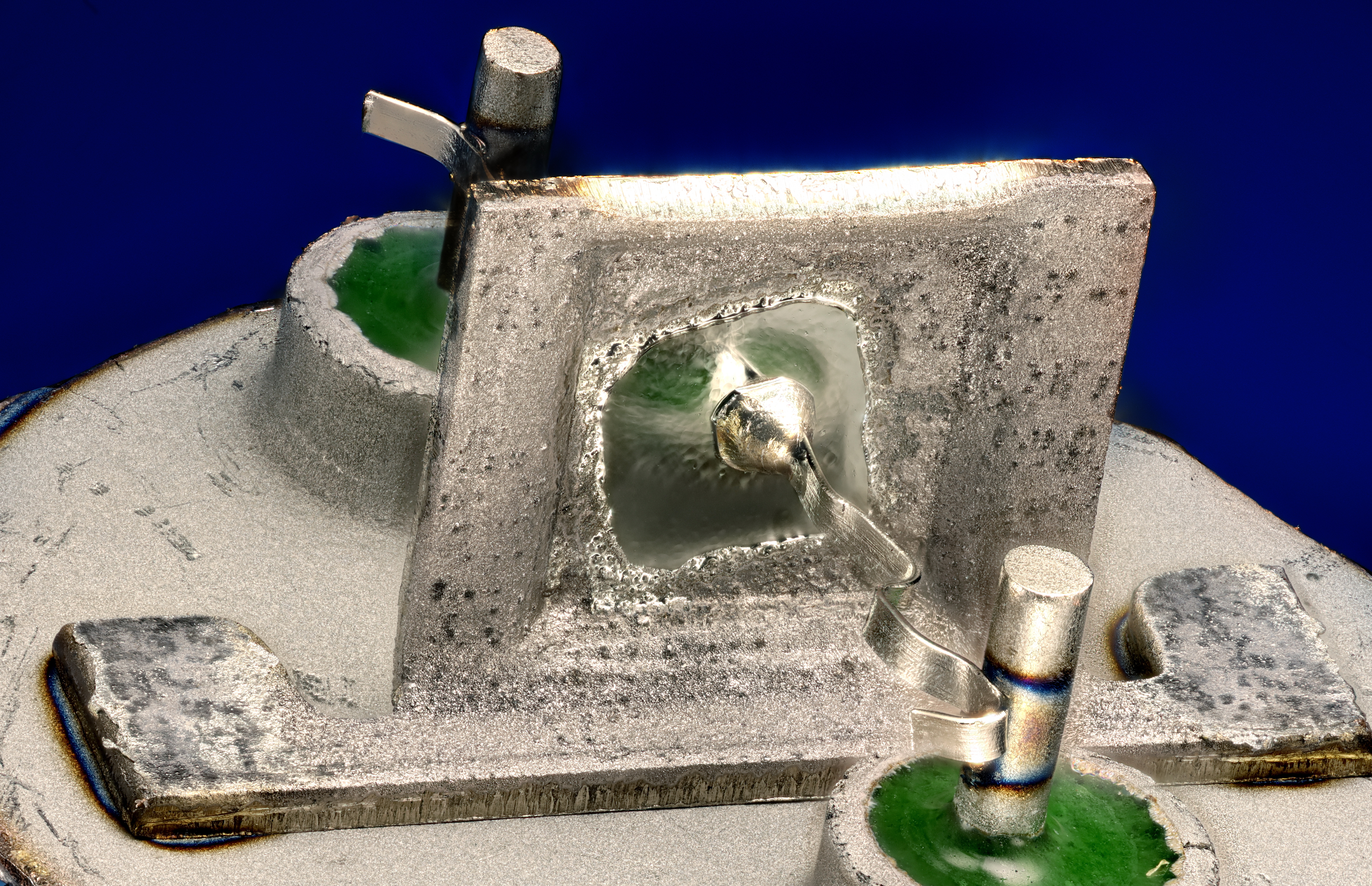
Vista de prop de l'interior d'un transistor d'unió d'aliatge de germani General Electric 2N1307 PNP, anys 60

La construcció habitual d'un transistor d'unió d'aliatge és un cristall de germani que forma la base, amb perles d'aliatge emissor i col·lector fusionades en costats oposats. L'indi i l'antimoni s'utilitzaven habitualment per formar les unions d'aliatge en una barra de germani de tipus N. El pellet de la unió del col·lector tindria uns 50 mil·límetres de diàmetre i el pellet emissor d'unes 20 mils. La regió base seria de l'ordre d'1 mil (0,001 polzades, 25 μm) de gruix. Hi va haver diversos tipus de transistors d'unió d'aliatge millorats desenvolupats al llarg dels anys que es van fabricar.
Tots els tipus de transistors d'unió d'aliatge van quedar obsolets a principis dels anys 60, amb la introducció del transistor pla que es podia produir en massa fàcilment mentre que els transistors d'unió d'aliatge s'havien de fabricar individualment. Els primers transistors planars de germani tenien característiques molt pitjors que els transistors de germani d'unió d'aliatge de l'època, però costaven molt menys, i les característiques dels transistors plans van millorar molt ràpidament, superant ràpidament les de tots els transistors de germani anteriors.

## Transistor de microaliatge
El transistor de microaliatge (MAT) va ser desenvolupat per Philco com un tipus millorat de transistor d'unió d'aliatge, oferia una velocitat molt més alta.
Està construït amb un cristall semiconductor que forma la base, en el qual s'han gravat un parell de pous (similar al transistor de barrera superficial anterior de Philco) en costats oposats i després fusionen les perles d'aliatge de l'emissor i el col·lector als pous.

## Transistor difús de microaliatge
El transistor difús de microaliatge (MADT), o transistor de base difusa de microaliatge, va ser desenvolupat per Philco com un tipus millorat de transistor de microaliatge; oferia una velocitat encara més gran. És un tipus de transistor de base difusa.
Abans d'utilitzar tècniques electroquímiques i gravar pous de depressió al material de cristall semiconductor base, es crea una capa gasosa de fòsfor difús escalfat sobre tot el cristall de base semiconductor intrínsec, creant un material semiconductor de base graduat de tipus N. El pou emissor està gravat molt poc profund en aquesta capa base difusa.
Per a un funcionament a alta velocitat, el pou del col·lector està gravat a través de la capa base difosa i a través de la major part de la regió de semiconductors de base intrínseca, formant una regió de base extremadament prima. Es va crear un camp elèctric dissenyat per dopatge a la capa base difusa per reduir el temps de trànsit de la base del portador de càrrega (similar al transistor de camp de deriva).

## Transistor difús post-aliatge
El transistor difús post-aliatge (PADT), o transistor de base difusa post-aliatge, va ser desenvolupat per Philips (però GE i RCA van sol·licitar la patent i Jacques Pankove de RCA va rebre la patent) com a millora de la unió d'aliatge de germani. transistor, oferia una velocitat encara més alta. És un tipus de transistor de base difusa.
El transistor difús de microaliatge Philco tenia una debilitat mecànica que finalment limitava la seva velocitat; la fina capa base difosa es trencaria si es feia massa prima, però per aconseguir una gran velocitat havia de ser el més prima possible. També era molt difícil controlar l'aliatge a banda i banda d'una capa tan fina.
Es va crear un camp elèctric dissenyat per dopatge a la capa base difusa per reduir el temps de trànsit de la base del portador de càrrega (similar al transistor de camp de deriva).
1. ↑  «Alloy-junction transistor» (en anglès).  https://en-academic.com.+[Consulta: 15 juliol 2023].
2. ↑  «Inventing the Transistor - CHM Revolution» (en anglès).  https://www.computerhistory.org.+[Consulta: 15 juliol 2023].
3. ↑  «The Transistor at 75: The First Makers, Part 4» (en anglès).  https://www.eejournal.com,+20-02-2023.+[Consulta: 15 juliol 2023].
4. ↑  «TRANSISTOR MUSEUM™HISTORIC SEMICONDUCTORS RESEARCH AND OLLECTING KIT» (en anglès).  http://semiconductormuseum.com.+[Consulta: 15 juliol 2023].